# Isabelle Söderberg
Isabelle Söderberg (Uppsala, 28 mei 1989) is een Zweeds voormalig wielrenster. Ze reed voor ploegen als het Noorse Hitec Products UCK, de Nederlandse ploeg AA Drink-leontien.nl en de Belgische Lotto-Belisol Ladies. In 2011 en 2012 nam ze deel aan het wereldkampioenschap. In dat laatste jaar nam ze namens Zweden deel aan de Olympische Spelen in Londen. In de wegwedstrijd kwam ze buiten tijd binnen; haar landgenote Emma Johansson werd zesde.

## Palmares
2007
- 3e etappe U6 Cycle Tour Tidaholm (V)
- 4e etappe U6 Cycle Tour Tidaholm (V)

2008
- Falkenloppet (V)
- Soldvarvi GP (V)
- 1e etappe U6 Cycle Tour Tidaholm (V)
- 2e etappe U6 Cycle Tour Tidaholm (V)
- 3e etappe U6 Cycle Tour Tidaholm (V)
- 5e etappe U6 Cycle Tour Tidaholm (V)
- Eindklassement U6 Cycle Tour Tidaholm (V)
- 1e etappe Laxå 3-dagars (V)
- 2e etappe Laxå 3-dagars (V)
- Värnamo GP
- Sista Chansen

2009
- Nortorf
- Götene GP

### Resultaten in voornaamste wedstrijden
| Jaar | Ronde van Vlaanderen | Omloop Het Nieuwsblad | Ronde van Drenthe | Open de Suède Vårgårda |  | WK op de weg |
| ---- | -------------------- | --------------------- | ----------------- | ---------------------- |  | ------------ |
| 2008 |                      |                       |                   | opgave                 |  |              |
| 2009 | opgave               |                       |                   | 33e                    |  |              |
| 2010 | 69e                  |                       | 43e               | 21e                    |  |              |
| 2011 | 34e                  |                       | 16e               | 60e                    |  | opgave       |
| 2012 |                      | 51e                   |                   | 8e                     |  | opgave       |
| 2013 | 55e                  | 23e                   |                   |                        |  |              |

Beckers · Cure · Dalton · D'Hoore · De Vocht · Decroix · Hoffmann · Meyvisch · Pooley · Rijkes · Rousse · Söderberg · Van Severen · Vekemans · Verhaest